# Torreyochloa pallida
Torreyochloa pallida là một loài thực vật có hoa trong họ Hòa thảo. Loài này được (Torr.) Church miêu tả khoa học đầu tiên năm 1949.

## Hình ảnh

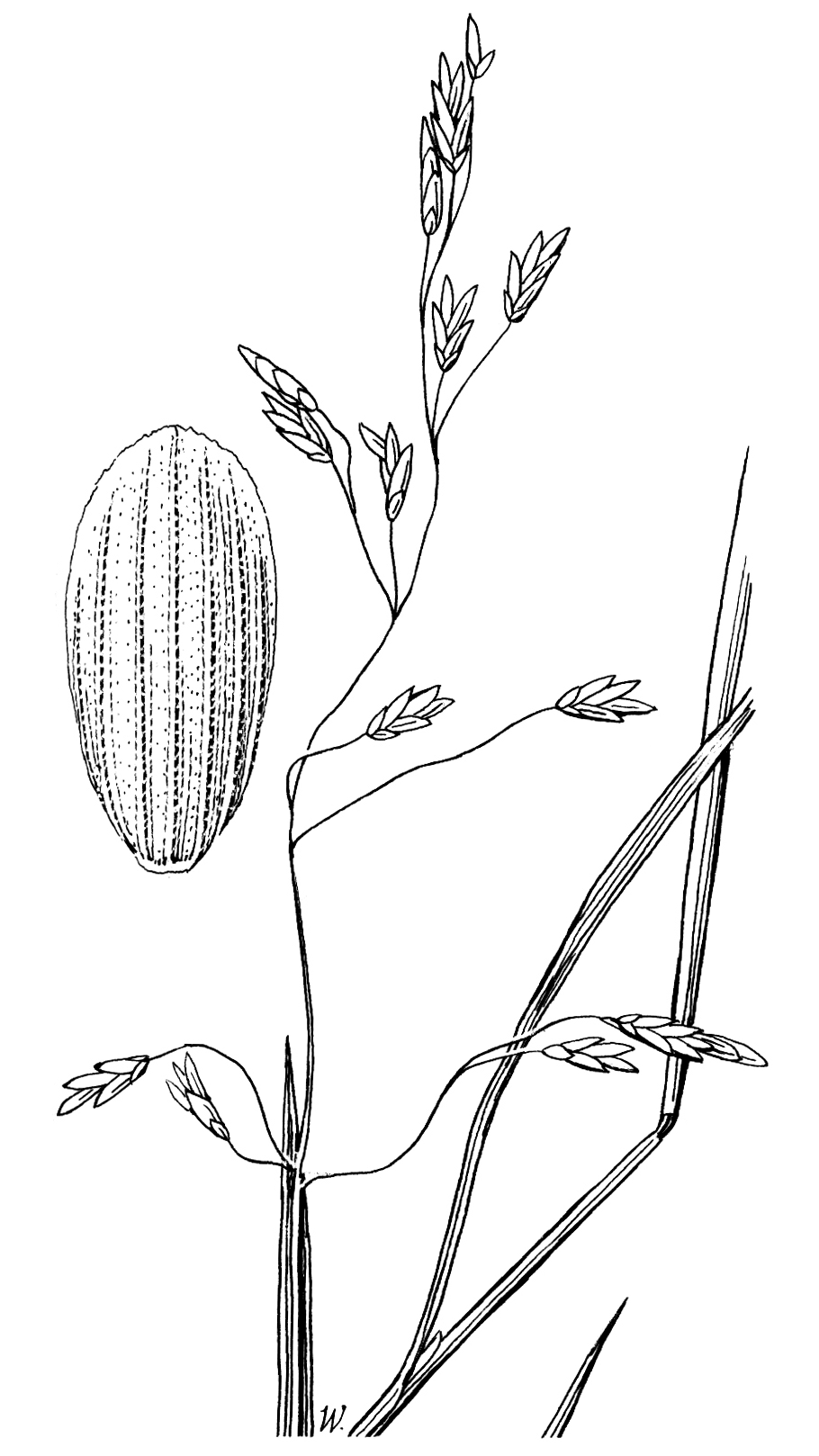
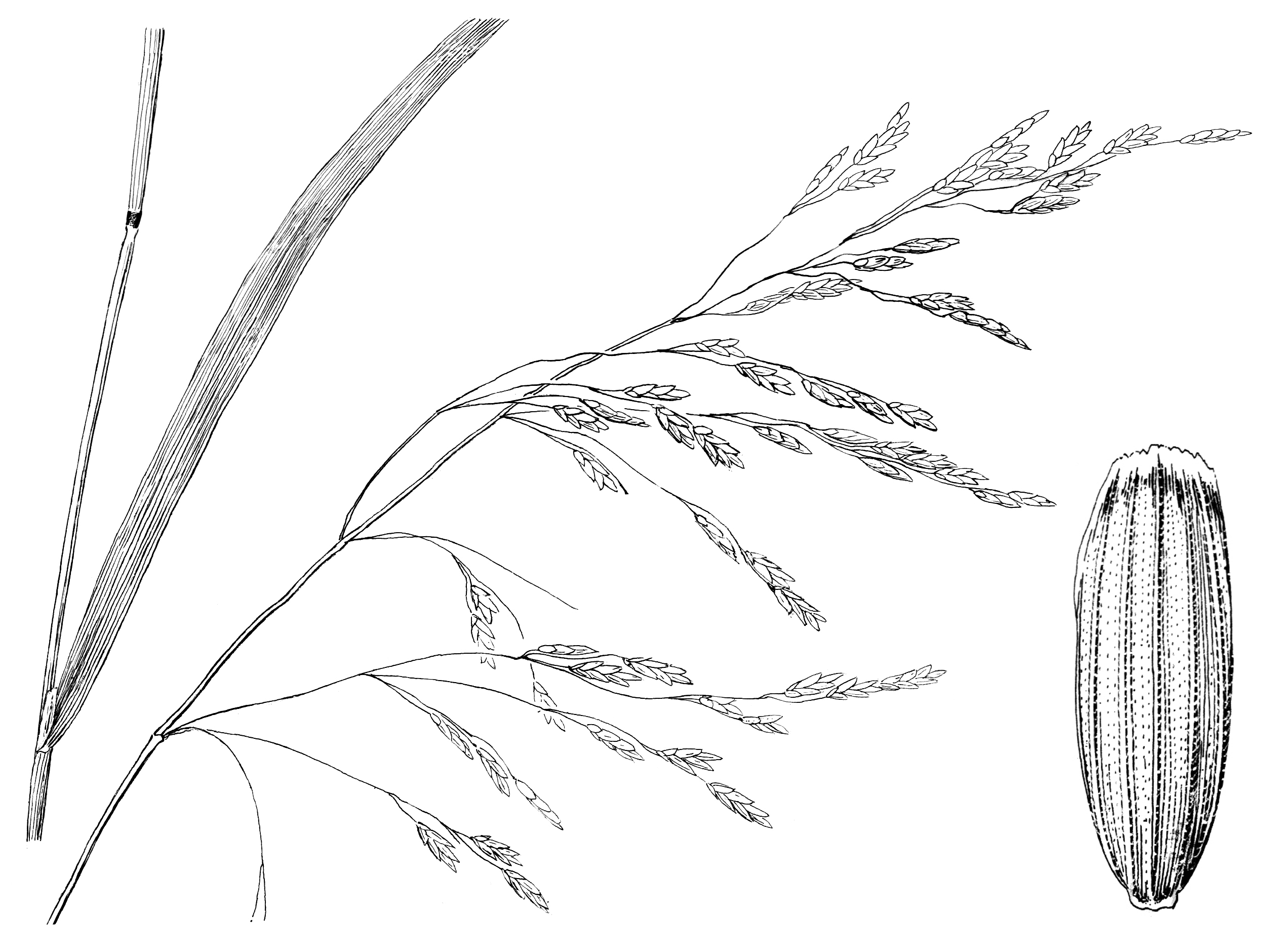